# Sant Tomàs de Ventajola
Sant Tomàs és una església al nucli de Ventajola (Cerdanya) inclosa en l'Inventari del Patrimoni Arquitectònic de Catalunya. Documentada a partir de l'any 958 com a pertanyent al monestir de Sant Miquel de Cuixà en el precepte del rei Lotari i confirmada en la butlla del papa Joan XIII l'any 968, i encara altre cop l'any 1011 en la butlla de Sergi IV.
L'edifici d'estil romànic consta d'una nau rectangular amb absis semicircular; els seus murs originals eren d'uns vuitanta centímetres de gruix, segurament amb una coberta de fusta, que va ser modificada posteriorment realçant les parets a un metre i mig i coberta amb volta de rajoles. S'hi ha afegit una capella lateral. Té un campanar de cadireta de dues obertures.

## Galeria d'imatges

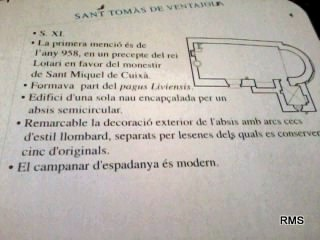
Panell informatiu amb planta de l'església
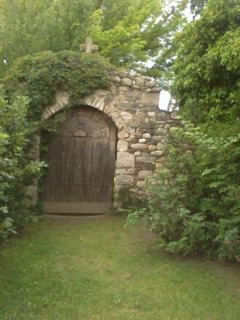
Porta d'accés
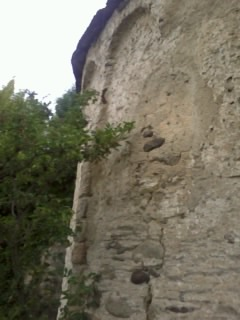
Detall de l'absis
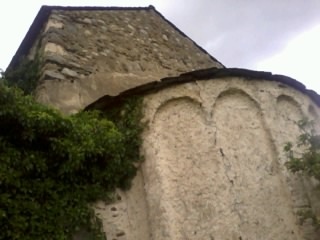
Absis amb bandes llombardes o lesenes i arcuacions cegues